# Lake Burrinjuck
Lake Burrinjuck är en sjö i Australien. Den ligger i delstaten New South Wales, i den sydöstra delen av landet, omkring 270 kilometer sydväst om delstatshuvudstaden Sydney. Lake Burrinjuck ligger 345 meter över havet.
I omgivningarna runt Lake Burrinjuck växer huvudsakligen savannskog. Runt Lake Burrinjuck är det mycket glesbefolkat, med 3 invånare per kvadratkilometer. Genomsnittlig årsnederbörd är 1 197 millimeter. Den regnigaste månaden är februari, med i genomsnitt 188 mm nederbörd, och den torraste är oktober, med 72 mm nederbörd.